# Ledjanaja vnutjka
Ledjanaja vnutjka (russisk: Ледяная внучка) er en sovjetisk spillefilm fra 1980 af Boris Rytsarev.

## Medvirkende
- Svetlana Orlova som Ljubasja
- Andrey Gradov som Gridja
- Lyudmila Sjagalova som Katerina
- Boris Saburov som Jeremej
- Albert Filozov